# Villapún
Villapún es una localidad y también una pedanía del municipio de Santervás de la Vega en la comarca palentina de Vega-Valdavia, comunidad autónoma de Castilla y León, España. 

## Demografía
Evolución de la población en el siglo XXI
| Gráfica de evolución demográfica de Villapún entre 2000 y 2020     |
|                                                                    |
| Población de derecho (2000-2020) según el padrón municipal del INE |

## Historia
A la caída del Antiguo Régimen la localidad se constituye en municipio constitucional y que en el censo de 1842 contaba con 22 hogares y 114 vecinos, para posteriormente integrarse en Santervás de la Vega.